# The House that Jack Built (1967)
The House that Jack Built ist ein kanadischer animierter Kurzfilm von Ron Tunis aus dem Jahr 1967.

## Handlung
Jack gehört zur Middle class und hat sich ein Haus gebaut, das dem seiner Nachbarn gleicht. Er hat eine Frau und ein Auto und arbeitet in einem Großraumbüro. Eines Tages, als er mal wieder den Rasen mäht, entscheidet er, dass er sich von der Menge abheben will. Als er mit seinem Auto von Arbeit nach Hause fährt, geht das Auto kaputt und Jack flucht, dass das Auto keinen Pfifferling wert sei („Oh, this car is not worth beans!“). Ein Mann kommt und bietet ihm drei Bohnen für das Auto an und in Gedanken stimmt Jack dem Tausch zu. Seine Frau ist entsetzt über den Tausch und wirft die Bohnen in den Garten. Am nächsten Tag ist eine hohe Bohnenpflanze im Garten gewachsen.
Jack klettert die Bohnenstange herauf und erreicht so ein prächtiges Anwesen. Er ist hungrig, wird von der Bewohnerin des Anwesens hereingelassen und nimmt an der Tafel erlesenes Essen zu sich. Plötzlich erscheint mit großem Getöse der Ehemann der Frau, Giant, und Jack versteckt sich in einer Vase. Der Ehemann aus der Oberklasse ruft aus „Fee! Fie! Foe! Fum! I smell the blood of a middle class scum!“ („Fee! Fie! Foe! Fum! Ich rieche das Blut von Middle-class-Abschaum!“), setzt sich zu Tisch und isst. Nach dem Mahl ergötzt er sich in einem goldenen Spiegel an seinem Ebenbild, seiner Macht, seinem Einfluss und seinem Aussehen. Er schläft ein und Jack stiehlt ihm den Spiegel. Er kehrt zu seiner Frau zurück.
Auf Arbeit wird er von seinem Vorgesetzten wegen des Fehlens am Vortag niedergemacht. Jack zieht den goldenen Spiegel hervor und gewinnt durch die Macht des Spiegels so viel Selbstbewusstsein, dass er am Ende seinen Vorgesetzten entlässt und selbst zum Chef wird. Er baut sich nun ein luxuriöses Haus, wie es auch seine Nachbarn gebaut haben, führt ein Managerleben und ist immer telefonisch zu erreichen. Seine Ehefrau und seine Kinder kennt er praktisch nicht, weil er immer arbeitet, er schluckt Pillen und lässt sich regelmäßig röntgen. Am Ende stellt er fest, dass er nicht einzigartig sein will, sondern anders. Plötzlich hat er zwei Köpfe und ist darüber nicht glücklich.

## Produktion
The House that Jack Built, französischer Verleihtitel La maison de Jean-Jacques, bezieht sich im Titel und zu Beginn auch textlich auf den Kinderreim This is the House that Jack Built. Inhaltlich ist der Film eine Parodie auf die Geschichte Hans und die Bohnenranke. 

## Auszeichnungen
The House that Jack Built wurde 1969 für einen Oscar in der Kategorie „Bester animierter Kurzfilm“ nominiert, konnte sich jedoch nicht gegen Winnie Puuh und das Hundewetter durchsetzen.
Im Jahr 1969 wurde der Film für einen BAFTA als bester Kurzanimationsfilm nominiert, unterlag jedoch Pas de deux.